# میرابراهیم سیدحاتمی
میرابراهیم سیدحاتمی (زادهٔ ۱۳۰۳ در اردبیل - درگذشتهٔ ۱۶ دی ۱۳۹۷ در اردبیل)، عضو مجلس خبرگان رهبری از استان اردبیل بود.

## زندگی‌نامه
او فرزند حاج سید جواد از علمای اردبیل، در سال ۱۳۴۳ هجری قمری(۱۳۰۳ شمسی) در اردبیل متولد شد. وی علاوه بر تحصیل در مدارس دولتی مقدمات و بخشی از علوم حوزوی را از استادان وقت حوزهٔ علمیه اردبیل همچون محسن نجفی، آخوند ملا بشیر مدرس، عبدالغفور عاملی، شیخ غلامحسین غروی قدسی، حاج میرزا ابراهیم کلانتر و دیگر استادان فرا گرفت.
وی در سال ۱۳۲۷ شمسی به حوزهٔ علمیه قم مهاجرت کرد و به تکمیل تحصیلات سطوح عالیه از محضر استادان آن حوزه همچون مجاهدی تبریزی، سید محمدباقر سلطانی طباطبائی، سید رضا صدر، حاج شیخ مرتضی حائری و علامه طباطبائی پرداخت.
سپس در دروس خارج فقه و اصول حسین بروجردی، سید محمد حجت، محمدعلی اراکی و روح‌الله خمینی حاضر شد و به مقامات عالیه علمی نایل آمد.
وی در سال ۱۳۴۳ شمسی به زادگاه خود اردبیل بازگشت و به تدریس سطح عالی علوم حوزوی در حوزه علمیه، تفسیر قرآن، وعظ و ارشاد و دیگر فعالیت‌های مذهبی همت گمارد.
همراهی با انقلاب اسلامی ایران و حضور فعال بعد از پیروزی به همراه امام جمعه فقید اردبیل مروج، سرپرستی حوزه علمیه اردبیل و احداث مساجد و مرکز خدمات درمانی و حضور در مجلس خبرگان رهبری از اهم فعالیت‌های اجتماعی او محسوب می‌شود.

## درگذشت
وی در روز یکشنبه، ۱۶ دی ۱۳۹۷ در سن ۹۴ سالگی در اردبیل درگذشت.